# لدغة عنكبوت

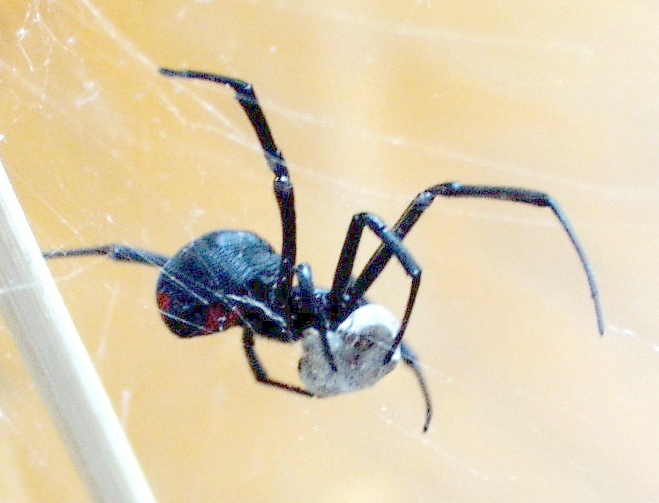
الأرملة السوداء

تسمم عنكبوتي أو لدغة العنكبوت عادة ما تكون لدغات العنكبوت غير ضارة. تتأثر كثير من لدغات العناكب بعدد من المشكلات الأخرى. تتشابه العدوى الجلدية كذلك مع لدغات العناكب.
لا توجد سوى أنواع قليلة من العناكب التي لديها أنياب طويلة بما يكفي لاختراق الجلد البشري بالإضافة إلى سم قوي بما يكفي للتأثير بشدة على إنسان. في الولايات المتحدة، تشمل هذه الأنواع الأرملة السوداء وعنكبوت الناسك البني.

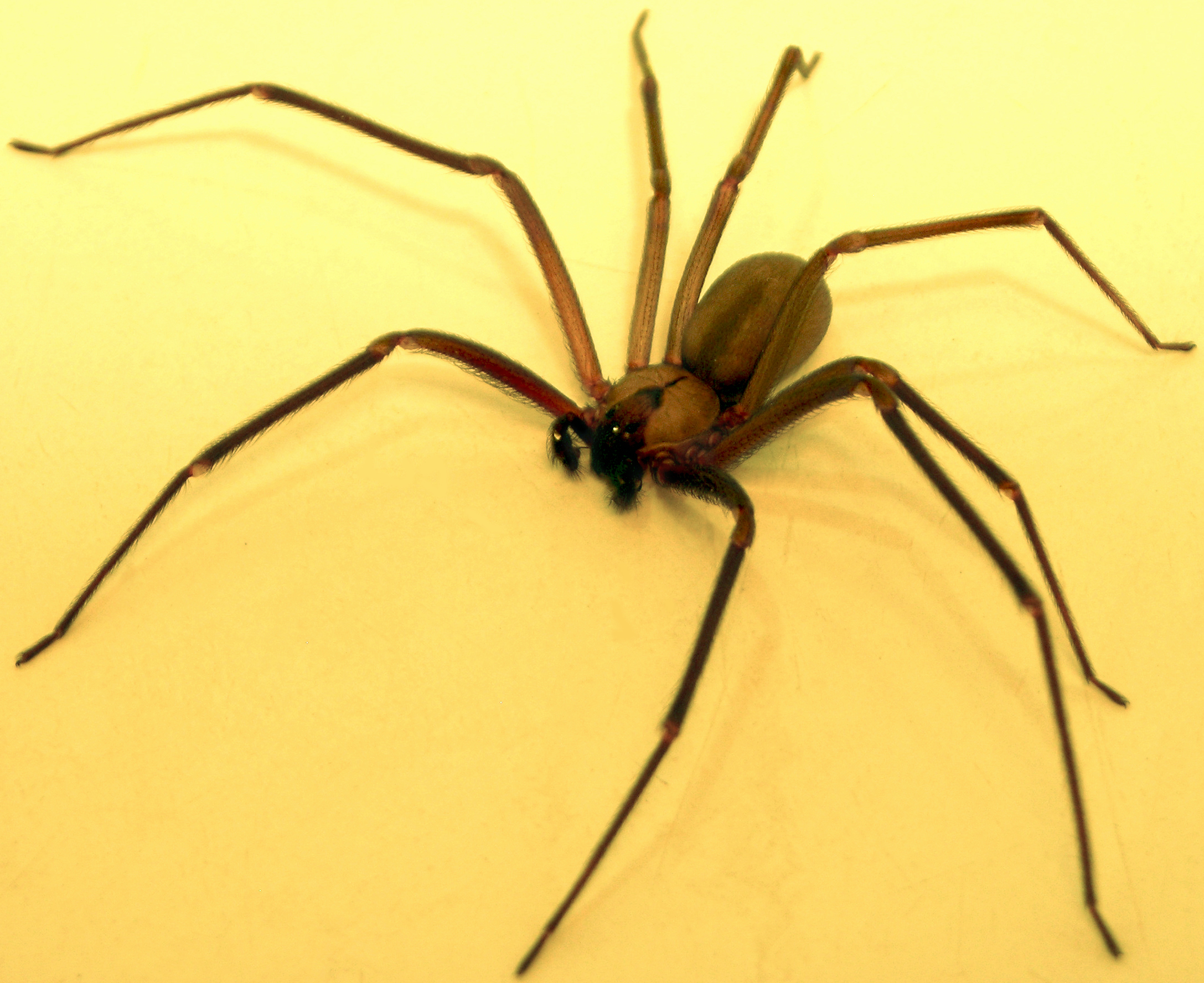
الناسك البني

قد تُسبب لدغات الأرملة السوداء ألمًا أو تشنجًا في البطن بصورة شديدة. قد تُسبب لدغات العنكبوت الناسك البني ألمًا حادًا أو وخزًا، مثل لدغة النحل. وإذا لدغك لدغة شديدة، فقد يموت الجلد المحيط بها في غضون ساعات قليلة. يعيش كلا النوعين بشكل عام في المناطق الساكنة، مثل السندرات أو السقائف. ولا يقوما باللدغ إلا عند الشعور بالتهديد.

## الأعراض
عادة ما تكون لدغة العنكبوت مثل لدغة أي حشرة أخرى - نتوءًا أحمرًا أو ملتهبًا أو أحيانًا مثيرًا للحكة أو مؤلمًا على الجلد - وقد تمر دون أن يلاحظها أحد. عادة لا تنتج لدغات العنكبوت غير المضرة أي أعراض أخرى.

### لدغات عنكبوت الأرملة السوداء
قد تتضمن علامات لدغة عنكبوت الأرملة السوداء وأعراضها ما يلي:
- الألم: تبدأ عادة في غضون ساعة من اللدغة وبشكل عام الشعور بالألم حول علامة اللدغة، ولكن يمكن أن ينتشر من موقع اللدغة إلى داخل البطن أو الظهر أو الصدر.
- التشنج: يمكن أن يكون تشنج البطن أو تصلبها حادًا جدًا حيث في بعض الأحيان يخلط بينه وبين التهاب الزائدة الدودية أو الزائدة المنفجرة.
- التعرق: يمكن أن يحدث التعرق بغزارة.

### لدغة عنكبوت الناسك البني
عادة ما يزيد الألم المرتبط بلدغة العنكبوت الناسك البني في أثناء الثماني ساعات الأولى بعد اللدغة. كما قد تصاب بحمى وقشعريرة وآلام بالجسم. عادة ما تشفى اللدغة من تلقاء نفسها في غضون أسبوع تقريبًا. في عدد قليل من الحالات، يمكن أن يصبح لون الجلد الموجود في مركز اللدغة أزرق أو أرجوانيًا غامقًا ثم يتحول بعد ذلك إلى قرحة مفتوحة تتضخم عندما يموت الجلد المحيط. عادة ما يتوقف نمو القرحة في غضون 10 أيام بعد اللدغة، ولكن التعافي التام يمكن أن يستغرق شهورًا.

### متى تزور الطبيب
اطلب الرعاية الطبية العاجلة في المواقف التالية:
- أنت غير متأكد مما إذا كانت اللدغة من عنكبوت سام أم لا.
- يعاني الشخص الذي لُدغ ألمًا شديدًا أو تشنجات بالبطن أو نمو قرحة في موقع اللدغة.
- يعاني الشخص الذي لُدغ مشاكل في التنفس.

قد يوصي الطبيب بإعطاء حقنة معززة ضد الكزاز إذا لم تتلقها في السنوات الخمس الأخيرة.

## الأسباب
تحدث الأعراض الحادة للدغات العنكبوت كنتيجة لسم العنكبوت المحقون. تعتمد شدة الأعراض على نوع العنكبوت وكمية السم المحقون ومدى حساسية جسمك للسم.

## عوامل الخطر
على الرغم من ندرة لدغات العنكبوت، فستكون أكثر عرضة للدغ إذا كنت تعيش في نفس المناطق التي تعيش بها العناكب وتسبب إزعاجًا في بيئتها. يفضل كل من عنكبوت الأرملة السوداء وعنكبوت الناسك البني العيش في المناخ الدافئ والأماكن الجافة والمظلمة.

### موطن عنكبوت الأرملة السوداء
يمكن العثور على عناكب الأرملة السوداء في جميع أنحاء الولايات المتحدة ولكنها تكثر في الولايات الجنوبية الغربية. فهي تفضل العيش في:
- السقائف
- المرائب
- الأوعية غير المستخدمة ومعدات زراعة الحدائق
- الحطب

### موطن عنكبوت الناسك البني
عادةً ما تتواجد عناكب الناسك البني في جنوب الغرب الأوسط ومناطق محدودة في الجنوب. لقد تمت تسميتها بالناسك بسبب تفضيلها للاختباء بعيدًا في المناطق الساكنة. فهي تفضل على الأغلب العيش في الأماكن المغلقة، في الأماكن مثل:
- ركام الأقبية أو السندرات.
- خلف رفوف الكتب والتسريحات.
- الخزائن التي تستخدم بشكل نادر.

وفي الخارج، تبحث عن الأماكن الهادئة والمظلمة، تحت الصخور مثلاً أو في جذوع الأشجار.

## المضاعفات
في أحيان بالغة الندرة، تكون لدغات الأرملة السوداء أو العنكبوت الناسك البني مميتة، ولا سيما في الأطفال.

## الوقاية
بشكل عام، تلدغ العناكب دفاعًا عن النفس، بما فيها الأرملة السوداء، وذلك عندما يتم انحصارها بين جلدك وشيء آخر.
للوقاية من لدغات العناكب:
- تعرف على أشكال العناكب الخطيرة وموطنها المفضل.[10]
- ارتدِ قميصًا بأكمام طويلة وسراويل طويلة مع إدخال أطرافها داخل الجوارب وقفازات وحذاء طويل الرقبة عند التعامل مع الصناديق المخزنة أو الحطب، وعند تنظيف الحظائر والمرائب والأقبية والسندرات ومساحات الصيانة.
- افحص وانفض قفازات وأحذية وملابس البستنة التي لم تكن مستخدمة لفترة من الوقت.
- استخدم المواد الطاردة للحشرات، مثل ديت (DEET) أو بيكاردين (Picaridin)، على الملابس والأحذية.[11]
- امنع الحشرات والعناكب من الدخول للمنزل من خلال تركيب حواجز ضيقة على النوافذ والأبواب، وسد الشقوق التي يمكن أن تخرج منها العناكب، واستخدام مبيدات حشرية آمنة في الأماكن المغلقة.
- أزِل أكوام الصخور أو الأخشاب من المنطقة المحيطة بالمنزل وتجنب تخزين الحطب مقابلاً للمنزل.[12]
- تأكد من عدم دفع الأسرة تجاه الحائط وأن أرجل السرير وحدها ما تلمس الأرض. لا تخزن الأغراض تحت السرير ولا تدع الفراش ينسدل على الأرض.
- اكنس العناكب وشبكاتها وتخلص منها في كيس محكم الغلق خارج المنزل لمنع دخولها إلى المنزل مرة أخرى.[13]

## التشخيص
- قد يشك طبيبك بلدغة العنكبوت استنادًا إلى تاريخك والعلامات والأعراض، ولكن يصعب تأكيد تشخيص محدد.[3][4][5] يتطلب التأكيد ما يلي:
  - مشاهدة اللدغة بالعين
  - تحديد نوع العنكبوت على يد خبير
  - استبعاد الأسباب المحتملة الأخرى

### التعرف على عنكبوت الأرملة السوداء

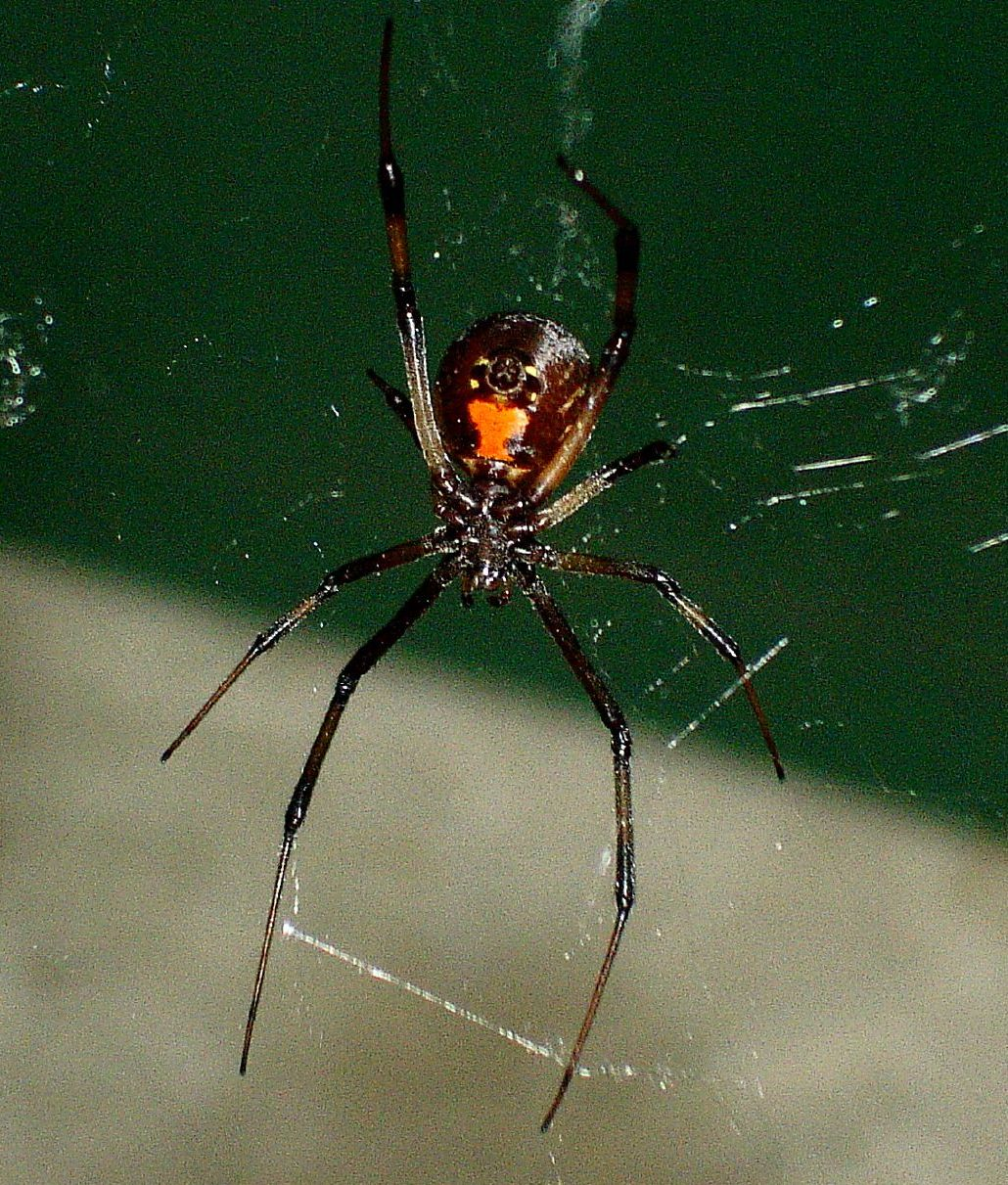
الأرملة السوداء بعلامة الساعة الرملية علي ظهرها

- تشمل بعض الأدلة للتعرف على عناكب الأرملة السوداء:
  - جسمًا أسود لامعًا
  - بطنًا مستديرا كبيرًا
  - ساعة رملية حمراء على الجانب السفلي لمنطقة البطن
  - طول منطقة وسط الجسم يبلغ نصف بوصة (12 إلى 13 ملم)
  - يمكن أن يكون عرض الجسم بأكمله، بما في ذلك الساقان، أكثر من بوصة (2.5 سم)

### تحديد عنكبوت الناسك البني
ومن أدلة التعرف على عناكب الناسك البنية:
- اللون الذي يتراوح بين الأسمر المشوب بالصفرة والبني الداكن.
- شكل الكمان الداكن أعلى الجزء الذي تتصل به الرجل.
- العيون الست - زوج أمامي وزوج على كلا الجانبين - بخلاف شكل العنكبوت العادي الذي لديه ثماني عيون تنتظم في صفين في كل منهما أربع عيون
- يبلغ طول الجسم المركزي ربع بوصة إلى ثلاثة أرباع بوصة (6 إلى 19 مم).

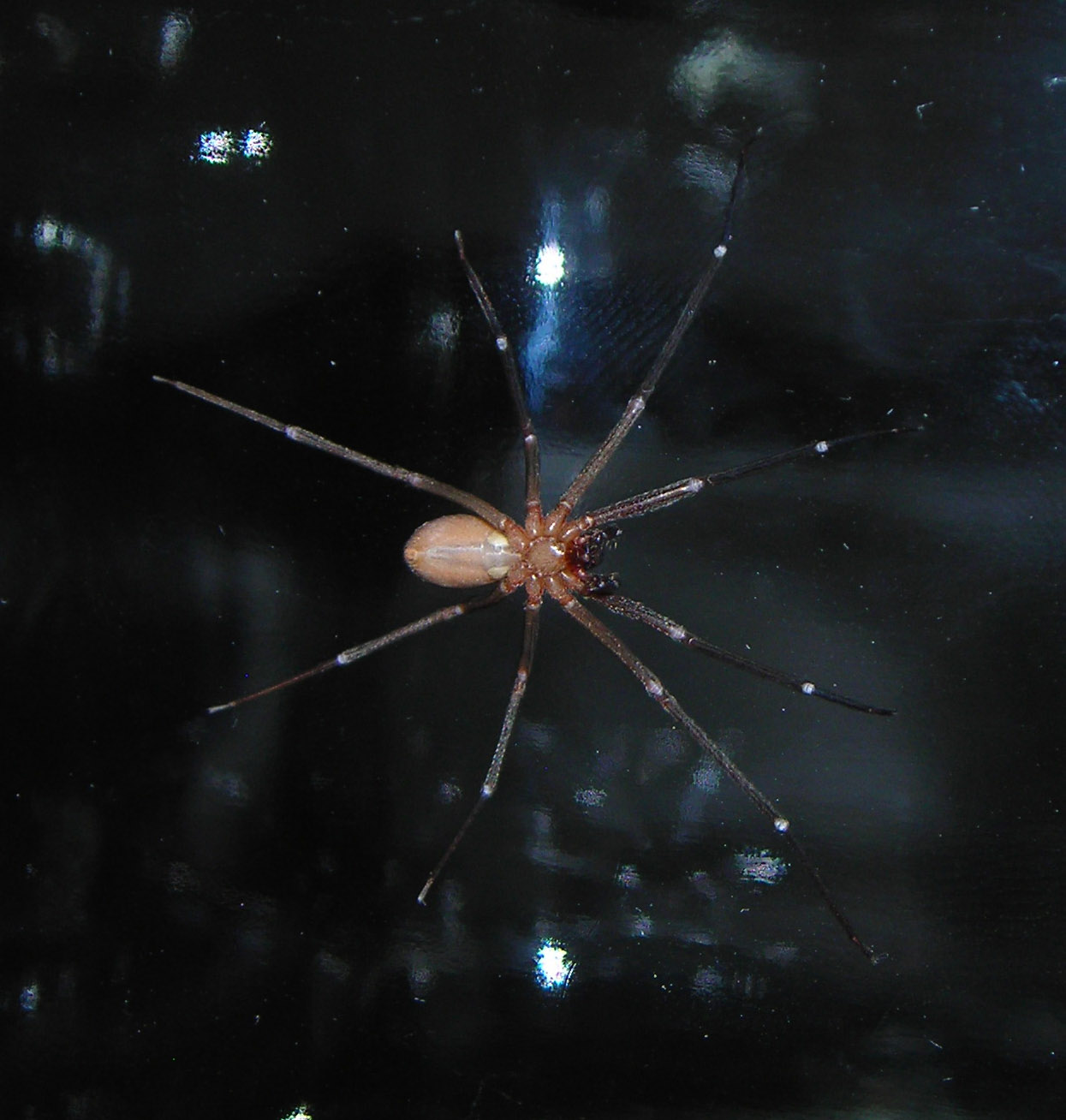
عنكبوت الناسك البني

## العلاج
بالنسبة لمعظم المصابين بلدغات العناكب والتي تتضمن لدغات عناكب الأرملة السوداء والناسك البني، لا يلزم إلا اتباع الإجراءات العلاجية التالية فحسب:
- تنظيف مكان اللدغ بالصابون الخفيف والماء. وضع مرهم بمضاد حيوي إذا اعتقد المُصاب أن اللدغة كانت لعنكبوت الناسك البني.[11][13]
- وضع كمادة باردة على مكان اللدغ. وهذا يساعد في تقليل الألم والتورم.
- وإذا كانت اللدغة على ذراع أو ساق، يمكن رفعهما.
- تناول الأدوية التي تُباع دون وصفات طبية وفقًا لما تقتضيه الحاجة. يمكنكِ تجربة تناول مسكن ألم خفيف، مثل أسيتامينوفين أو إيبوبروفين، أو مضاد الهيستامين.
- مراقبة مكان اللدغة لمعرفة علامات العدوى.[12]

كما يمكن أن ينصح الطبيب أيضًا بالحصول على جرعة تعزيز الكزاز بالحقن في حالة عدم الحصول على جرعة خلال السنوات الخمس الأخيرة. قد يحتاج المريض إلى المضادات الحيوية إذا أصابت العدوى مكان اللدغة.

### ترياق عنكبوت الأرملة السوداءِ
إن كانت عضة عنكبوت الأرملة السوداء تسبب ألمًا شديدًا أو أعراضًا مهددة للحياة، فقد يوصي طبيبك بترياق، ويمكن حقنه في عضلة الفخذ أو عن طريق الوريد (عبر الوريد). يمكن أن يسبب الترياق تفاعلات حساسية خطيرة، لذلك يجب استخدامه بحذر.

## سم العنكبوت
تقوم العناكب بإفراز سم عند مهاجمتها للفرائس، أو عند الدفاع عن نفسها، وهنا في معلومات عن سم العنكبوت سنتعرف أكثر عن هذا السم ومدى الخطورة التي يشكلها على الإنسان.

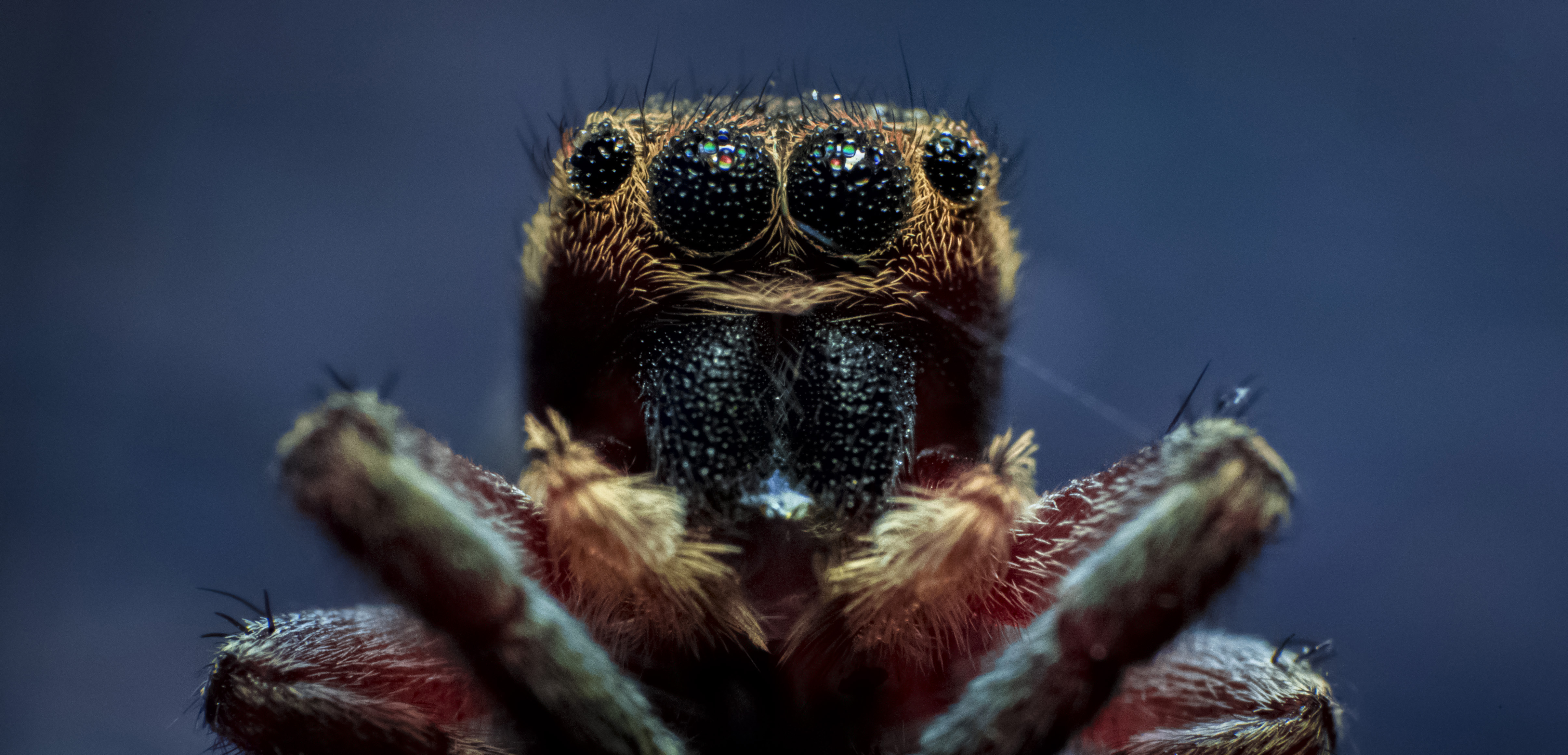
صورة مقربة لوجه عنكبوت ما !

### ما هو سم العنكبوت

رسم للتشريح اعضاء العنكبوت

سم العنكبوت مزيج من العديد من المواد الكيميائية، بعضها خطيرة لدرجة القدرة على قتل وشل الحشرات، والبعض الأخرى قوي بما فيه الكفاية لقتل بعض الحيوانات، في حين أن هناك عناكب قادرة على إنتاج سم شديد يمكنه أن يشكل خطرا حقيقيا على الإنسان.
سم العناكب بيولوجي، أي أنه من صنع الحيوان بشكل طبيعي، ويستخدم للهجوم وللدفاع، تصنعه العناكب من قبل أعضاء متخصصة في جسمها، مثل الغدد اللعابية، ويتم توصيلها إلى الأنياب والتي تقوم بفرز هذا السم وتغرزه في جسم الضحية.

جهاز عصبي رسم

أنها تتشابه في طريقة الصيد باللدغ من الأنياب الأمامية، والتي تنتج سم قاتل، ففي داخلها يوجد ثقب صغير يقوم بايصال السم نحو الفريسة، وبعدها تبدأ الفريسة بالإصابة بالشلل ومن ثم الموت 2 -سم العنكبوت:
معظم السموم تكون ذات خليط معقد للغاية من المواد الكيميائية، بما في ذلك البروتينات والببتيدات والسكريات والمواد الأخر، وهي مواد تؤثر على العديد من الأجهزة في الجسم، ويتناسب مع الكتلة كتلة الجسم الأعراض الشائعة لسم العناكب، الشلل وتخثر الدم، والألم الشديد في منطقة اللدغة، ومعتدل الآخر لبعض الأنسجة.
يوجد أساسًا نوعان من السم لهما تأثير على البشر، النوع الأخطر هو السم الذي يهاجم الأعصاب، وهذا السم يؤدي لتعطل عدد من وظائف الجسم، ويتسبب في شلل الجهاز العصبي بأكمله، وقد يؤدي للوفاة، ومن العناكب التي تقوم بإنتاج مثل هذا السم، عنكبوت سيدني ذو الشبكة القمعية، عموما فان سم العنبكوت معقد للغاية، ويحتوي على العديد من العناصر السامة، ومنها الليوسين و التيروزين، وهي مادة تعمل على الحاق الضرر بنشاط الجهاز العصبي، وتسبب في الصداع والدوخة والأرق بشكل حاد.

### مضاد سم العنكبوت
يتم إنتاج مضادات السموم للعناكب عن طريق حقن الخيول أو الماعز أو الأرانب بسم العنكبوت، وهذا الأمر لا يلحق أي ضرر بالحيوانات، لأنها تقوم بانتاج ترياق في جسمها يعمل على حمايتها من السم، وهذا الترياق ياخذه العلماء من هذه الحيوانات، ويتم إستخدامه كمضادات حيوية لإنقاذ حياة البشر.
الفئة الضعيفة والأكثر عرضة للخطر هم الأطفال وكبار السن، والذين يعانون من أمراض القلب، وهذه الفئة لا يشكل سم العنكبوت خطرا عليها فقط، وانما جميع السموم تكون بالنسبة لهم خطيرة لدرجة التسبب في الوفاة، لكن وبمجرد تلقي الرعاية الصحية في الوقت المناسبة تختفي الخطورة.

### بعد التعرض لسم العنكبوت
إذا كانت الضحية من الفئة الضعيفة والتي تشمل صغار وكبار السن والمرضى، فان الخطر يكون أكبر من الطبيعي، ويجب الانتقال للمشفى في أسرع وقت، ومن الأشياء التي تساعد الطبيب في عمله، الحرص على معرفة نوع العنكبوت التي تسببت في اللدغة.
من الأشياء التي ينصح بها بعد التعرض للدغ هي وضع ضمادة فوق اللدغة، فهي تعمل على إبطاء حركة السم في مجرى الدم، مما يقلل من تأثير السموم العصبية، ويمنعها من الوصول إلى مجرى الدم بالسرعة الكبيرة، وهو علاج فعال للغاية طالما بقي المريض ثابتًا.

### -سم العنكبوت وخطورته
عل الرغم من الخوف الشديد الذي يصيب الكثير من الناس حول العناكب، خاصة السامة منها، إلا أن عدد العناكب القادرة على التسبب في مقتل الإنسان قليلة للغاية، ويكون لبعض العوامل دور في تحديد خطورة الحالة، فعلى سبيل المثال تزيد فرص الموت في حالة إن كان الشخص ينتمي إلى الفئة الضعيفة، وتزيد أيضا بحسب عمر وجنس العنكبوت.
القليل فقط من أنواع العناكب لديها أنياب كبيرة بما فيه الكفاية لتهديد حياة البشر، ومعظم العناكب الخطيرة القادرة على إلحاق الضرر بالإنسان تعيش في أستراليا وامريكا الشمالية، وأكثرها خطورة هي الأرملة السوداء، وعلى الرغم من أنها العنكبوت الأخطر في العالم، وصاحبة أقوى سم بين العناكب، إلا أنها لا تسبب في الكثير من حالات الوفاة.